# Douera
Douera är en ort i Algeriet.   Den ligger i provinsen Tipaza, i den norra delen av landet, 13 km sydväst om huvudstaden Alger. Douera ligger 178 meter över havet och antalet invånare är 26 926.
Terrängen runt Douera är huvudsakligen platt, men österut är den kuperad. Douera ligger uppe på en höjd. Runt Douera är det ganska tätbefolkat, med 166 invånare per kvadratkilometer. Närmaste större samhälle är Alger, 12,6 km nordost om Douera. Trakten runt Douera består till största delen av jordbruksmark.